# Арамогойтуй
Арамогойту́й (рос. Арамогойтуй) — селище у складі Краснокаменського району Забайкальського краю, Росія. Входить до складу Ковилинського сільського поселення.

## Населення
Населення — 86 осіб (2010; 110 у 2002).
Національний склад (станом на 2002 рік):
- росіяни — 97 %